# Wojciech Szpil
Wojciech Szpil (ur. 1959) – polski menedżer.

## Życiorys
Absolwent Wydziału Wzornictwa Przemysłowego warszawskiej Akademii Sztuk Pięknych, programu Advanced Management Program IESE Business School (2015) oraz wielu innych międzynarodowych kursów menedżerskich. Doświadczenie menedżerskie zdobywał w międzynarodowych korporacjach i agencjach reklamowych. W latach 2012–2016 pełnił funkcję prezesa Totalizatora Sportowego (TS), z którym był związany od 2009. 
Wojciech Szpil jest pierwszym Polakiem, który został członkiem Komitetu Wykonawczego międzynarodowego stowarzyszenia zrzeszającego europejskie loterie narodowe – European Lotteries, a także pierwszym Polakiem, który został powołany do zarządu European Lotteries & Toto Association (EL&TA).

## Odznaczenia
- Krzyż Kawalerski Orderu Odrodzenia Polski za wybitne zasługi dla rozwoju kultury, za popularyzację polskiej sztuki oraz osiągnięcia w działalności publicznej, 2015[4]

## Nagrody i wyróżnienia
- nagroda Crystal Dragon of Success  miesięcznika Polish Market, 2014[5]
- wyróżnienie Certyfikatem Etycznego Zarządzania Sprzedażą i Obsługą Klienta Polish National Sales Awards, 2013[6]